# Caragobius urolepis
Caragobius urolepis es una especie de peces de la familia de los Gobiidae en el orden de los Perciformes.

## Morfología
Los machos pueden llegar a alcanzar los 8,5 cm de longitud total.

## Alimentación
Come pequeños crustáceos y otros invertebrados bentónicos. 

## Hábitat
Es un pez de clima tropical y demersal.

## Distribución geográfica
Se encuentra en Papúa Nueva Guinea y desde la India hasta las Filipinas. 

## Observaciones
Es inofensivo para los humanos. 